# Coria del Río
Coria del Río est une commune espagnole de la province de Séville, dans la communauté autonome d’Andalousie.

## Géographie
Coria del Río appartient à la comarque métropolitaine de Séville, dans le sud-ouest de la province de Séville. Son territoire est traversé par le Guadalquivir.

## Histoire
Coria del Río abrite certains descendants des tout premiers Japonais officiellement envoyés en Espagne au début du XVIIe siècle, le daimyō de Sendai Date Masamune envoie une délégation conduite par Hasekura Tsunenaga en Europe. Une ambassade est alors mise en place et six samouraïs restent sur place. Aujourd'hui, approximativement 700 des 25 000 habitants de Coria portent le nom Japón (à l'origine Hasekura de Japón), les identifiant comme étant leurs descendants.

Coria del Río en 1928

## Politique et administration
La ville de Coria del Río comptait 30 714 habitants aux élections municipales du 28 mai 2023. Son conseil municipal (en espagnol : Pleno del Ayuntamiento) se compose donc de 21 élus.

### Maires
| Mandat    | Maire | Maire                                       | Parti | Majorité |
| --------- | ----- | ------------------------------------------- | ----- | -------- |
| 1979-1983 |       | Antonio Asenjo                              | PCE   | 11 / 21  |
| 1983-1987 |       | Carlos Yáñez-Barnuevo                       | PSOE  | 14 / 21  |
| 1987-1991 |       | Francisco Nieto                             | PSOE  | 13 / 21  |
| 1991-1995 |       | Fernando Súarez Vilar                       | PSOE  | 13 / 21  |
| 1995-1999 |       | Fernando Súarez Vilar Manuela Romero (1998) | PSOE  | 9 / 21   |
| 1999-2003 |       | Tomás Alfaro                                | PA    | 6 / 21   |
| 1999-2003 |       | José Vicente Franco Palencia (02/2003)      | PSOE  | 8 / 21   |
| 2003-2007 |       | José Vicente Franco Palencia                | PSOE  | 10 / 21  |
| 2007-2011 |       | José Vicente Franco Palencia                | PSOE  | 11 / 21  |
| 2011-2015 |       | José Vicente Franco Palencia                | PSOE  | 10 / 21  |
| 2011-2015 |       | Modesto González Márquez (2013)             | PA    | 6 / 21   |
| 2015-2019 |       | Modesto González Márquez                    | PA    | 12 / 21  |
| 2019-2023 |       | Modesto González Márquez                    | AxSí  | 11 / 21  |
| 2023-2027 |       | Modesto González Márquez                    | AxSí  | 12 / 21  |

## Culture
Une statue de Hasekura Tsunenaga fut donnée à la ville par le Japon en 1992, et est érigée près de la rivière.

## Sources
- (es) Cet article est partiellement ou en totalité issu de l’article de Wikipédia en espagnol intitulé « Coria del Río » (voir la liste des auteurs).